# قاعدة موسى بن ميمون
قاعدة موسى بن ميمون تمت تسميتها على اسم العالم الرباني موسى بن ميمون الذي عاش في القرن الثاني عشر، والذي قام بتحديد العلاقة بين حجم الفصل وقدرة الطلاب على التحصيل. واليوم، يتم استخدام هذه القاعدة بشكل كبير في الأبحاث التعليمية من أجل تقييم تأثيرات حجم الفصل الدراسي على الدرجات التي يحصلها الطلاب في الاختبارات. وتنص قاعدة موسى بين ميمون على أن حجم الفصل يجب ألا يزيد عن 40 طالبًا. وبمجرد الوصول إلى هذا الحد، يتم تقسيم الفصل إلى قسمين، وبالتالي، بدلاً من وجود فصل مكون من 40 طالبًا، يكون لدينا فصلان: الأول يتم وضع عشرين طالبًا به، وفي الفصل الثاني، يتم وضع واحد وعشرين طالبًا.
وقد استخدم جوشوا أنجريست وفيكتور لافي (1999) «العلاقة غير الخطية بين عدد الطلاب في الفصل وحجم الفصل المتوقع حسب قاعدة موسى بن ميمون لتقدير تأثير حجم الفصل على أداء الطلاب، وتقييم تأثير الوصول إلى عدد أقل مباشرة من عدد الطلاب الذي يكون من الضروري توفير مدرس إضافي لهم، والوصول إلى عدد أكبر مباشرة من هذا الرقم.»
وقد أظهرت النتائج التي توصلوا إليها وجود أنماط غير منتظمة على الإطلاق فيما يتعلق بحجم الفصل والتي تنعكس بدقة في إنجازات تحصيل الطلاب. فقد وجدوا أن التقليل في حجم الفصل المتوقع إلى عشر طلاب يقترن بزيادة بنسبة انحراف معياري مقدارها 0.25 في نتائج اختبار الدرجة الخامسة.

## قائمة المصادر
1. ↑  Using Maimonides' Rule To Estimate The Effect Of Class Size On Scholastic Achievement  نسخة محفوظة 13 أبريل 2015 على موقع واي باك مشين. [وصلة مكسورة]
2. ↑  Case، Anne (يوليو 2004). "The Primacy of Education" (PDF). Working Papers. Research Program in Development Studies. مؤرشف من الأصل (PDF) في 2017-06-01. اطلع عليه بتاريخ 2013-03-05.
3. ↑  Understanding poverty p.278 نسخة محفوظة 26 مايو 2020 على موقع واي باك مشين.